# 木村定
木村 定（きむら さだむ、1926年 - ）は、日本の医学者。精神科医。

## 経歴
京都大学医学部卒業。1959年「神経症性離人症の精神病理学的研究」で京都大学より医学博士を授かる。関西医科大学助教授を経て龍谷大学に奉職、社会学部教授を務め1997年に定年退職。

## 著書
- 『神経症性離人症の精神病理学的研究』京都大学。昭和34年11月30日授与、医学博士。国立国会図書館デジタルライブラリーNDLJP:000010548670-00。
- 「第4章 神経症§第2節 各論 関西医科大学助教授 木村定」『精神医学』村上仁 等著（第2版）、医学書院、665-687頁。doi:10.11501/1382465。国立国会図書館書誌ID:1100750。
- 「新しい向精神薬 Butyrophenone 系化合物について」『The Journal of Kansai Medical University』第19巻第2号、関西医科大学、1967年、85-92頁、CRID 1390282680433554688、doi:10.5361/jkmu1956.19.2_85、ISSN 0022-8400。

- 『臨床精神医学入門』金剛出版、1988年。
  - 録音版（東京都立中央図書館手製、1990年）カセット10巻、国立国会図書館書誌ID:3845343。
- 『精神療法入門 : 症例中心』金剛出版、1989年。ISBN 4-7724-0281-0、国立国会図書館書誌ID:000001919864。
  - 録音版（東京都立中央図書館手製、1990年）カセット6巻、国立国会図書館書誌ID:3845329。
- 差別と人権をめぐって『龍谷大学社会学部紀要』第1巻、1990年1月31日、73-80頁、ISSN 0919-116X。国立国会図書館書誌ID:1572824502777914752。
  - 『精神病理学入門』（金剛出版、1992年）
- CMIによる運動学生の一斉調査『龍谷紀要』第13巻第2号、1992年3月20日、39-46頁、ISSN 0289-0917。国立国会図書館書誌ID:1570009752140752896。
- “A multidimensional strategy in the short-term psychotherapy of anorexia nervosa : case illustrations”. 龍谷紀要 16 (1):  1-24. (1994-08). ISSN 0289-0917.国立国会図書館書誌ID:1571698601737319040。
- 『ストレス 臨床と体験から』（青土社、1997年）ISBN 4-7917-5566-9. CRID 000002662664
  - 『ストレス』著者紹介[要説明]

共著
- “A Contribution to the Age-distribution and the Birth Order in Schizophrenia and Schizo-affective Psychosis”. The Journal of Kansai Medical University (The Medical Society of Kansai Medical University) 30 (Supplement):  S1-S11. (1978). CRID 1390282680434735616. doi:10.5361/jkmu1956.30.supplement_s1. ISSN 0022-8400.

## 翻訳
発行年順。
- ジャン・リード「訳者あとがき」『漫画・世界歴史』ミンゴーテ（スペイン語版） 画、みすず書房、1962年、99頁。doi:10.11501/2496339。国立国会図書館書誌ID:1031207。
- ダニエル・ラポポール（著）、モーリス・ルクラン Reuchlin, Maurice（編）「小児科における心理士の役割」『現代応用心理学』8（診断と臨床）、白水社、1974年、doi:10.11501/12668247。国立国会図書館書誌ID:1136041。
- A・W・ローグ（英語版）『食の心理学』（青土社、1994年）原題は『The psychology of eating and drinking』。国立国会図書館書誌ID:2372775。
- スーザン・オルドリッジ『遺伝子がつくりだす世界 : 不思議な生命の糸』（青土社、1998年）ISBN 4-7917-5662-2、国立国会図書館書誌ID:2780017、CRID 1130282271866563328。Susan Aldridgeによる原題は『The thread of life』。
- エドワード・ショーター『精神医学の歴史 : 隔離の時代から薬物治療の時代まで』（青土社、1999年）ISBN 4-7917-5764-5国立国会図書館書誌ID:2882445[注釈 1]。

共訳
- シドニー・ウェッブ、ベアトリス・ウエッブ（英語版）『ソヴェト・コンミュニズム 新しき文明』立木康男 共訳（みすず書房、1952 - 1953年）。国立国会図書館デジタルコレクション、送信サービスで閲覧可、国立国会図書館内／図書館・個人送信限定。
  - 第1巻、1952年。NDLJP:3010837、doi:10.11501/3010837。
  - 第2巻、1953年。NDLJP:2985178、doi:10.11501/2985178。
- ダニエル・ラガーシュ（英語版）『精神分析の理論と実際』荻野恒一、大橋博司 共訳（白水社〈文庫クセジュ〉、1957年）。doi:10.11501/2935591、国立国会図書館書誌ID:965030。
- ジャン・ドレー（英語）『精神身体医学序論』村上仁、中江育生 共訳（白水社、1966年）doi:10.11501/2429247。
- G・フーバー、G・グロス『妄想 : 分裂病妄想の記述現象学的研究』池村義明 共訳（金剛出版、1983年）doi:10.11501/12866670、国立国会図書館書誌ID:1656934。Gerd Huber、Gisela Grossによる原題は『ドイツ語: Wahn:Eine deskriptiv-phänomenologische Untersuchung schizophrenen Wahns』。
- ジェイムス・ヒルマン、チャールズ・ボーア『フロイトの料理読本』池村義明 共訳（青土社、1991年）[注釈 2]